# Cleisostoma fuerstenbergianum
Cleisostoma fuerstenbergianum är en orkidéart som beskrevs av Friedrich Fritz Wilhelm Ludwig Kraenzlin. Cleisostoma fuerstenbergianum ingår i släktet Cleisostoma och familjen orkidéer. Inga underarter finns listade i Catalogue of Life.